# Bischofia
Bischofia é um género botânico pertencente à família Phyllanthaceae.